# Montréal, Aude
Montréal là một xã của Pháp, nằm ở tỉnh Aude trong vùng Occitanie.

## Hành chính
| Danh sách các xã trưởng                |           |                     |      |                              |
| Giai đoạn                              | Giai đoạn | Tên                 | Đảng | Tư cách                      |
| tháng 3 năm 2001                       |           | Christian Rebelle   | PRG  | Tổng ủy viên hội đồng        |
| 1944                                   | 1953      | André Vergnes       |      |                              |
| 1919                                   | 1939      | Paul Vidal          |      | Conseiller général de l'Aude |
| 1878                                   | 1901      | Frédéric Valette    |      |                              |
| 1829                                   | 1832      | Antoine Albiges     |      |                              |
| 1790                                   | 1793      | Jean-Pierre Albiges |      |                              |
| Tất cả các dữ liệu trước đây không rõ. |           |                     |      |                              |

## Thông tin nhân khẩu
| Năm | 1962 | 1968 | 1975 | 1982 | 1990 | 1999 |
| --- | ---- | ---- | ---- | ---- | ---- | ---- |
| Dân số | 1761 | 1678 | 1588 | 1535 | 1546 | 1672 |
| From the year 1962 on: No double counting—residents of multiple communes (e.g. students and military personnel) are counted only once. |      |      |      |      |      |      |